# João Teixeira de Matos Costa
João Teixeira de Matos Costa foi um militar, um dos oficiais da Guerra do Contestado.
Compreendia os motivos que levaram os caboclos à revolta, (a ação de grupos paramilitares dos coronéis, pressão de alguns fazendeiros que eram déspotas dos sertões, a doação de terras aos grupos estrangeiros, a escravidão e repressão da Southern Brazil Lumber and Colonization Company, da Brazil Railway Company,  o trabalho nas fazendas, a Lei Agrária de 1850 e a Constituição de 1891) e procurava a paz mantendo diálogos com “os pelados”, como eram chamados os sertanejos.
Essa maneira pouco militar de analisar o comportamento do inimigo não era bem recebida pelos colegas de farda.
Chegou mesmo a levar dois caboclos ao comando em Curitiba para que seus superiores tivessem a oportunidades de conhecer o problema de relacionamento entre os fanáticos e as tropas do exército.
Em meados de 1914, o capitão Mattos Costa à frente de uma tropa dirigiu-se ao reduto de Caragoatá para fazer um reconhecimento. Com a missão cumprida, retirou-se para a estação de Calmon, lá, no dia 06 de setembro, recebe ordens para se deslocar com a tropa para Porto União, a fim de proteger a cidade.
Mas ao se aproximarem da estação de São João foram apanhados em uma emboscada preparada pelos jagunços, onde o capitão e toda sua tropa foram dizimados.
Benevenuto Baiano, o fanático que o matou, foi morto depois pelos próprios companheiros, pois o capitão Mattos Costa era considerado um simpatizante e um importante aliado da causa sertaneja.